# Prokompsognat
Prokompsognat (Procompsognathus triassicus) – teropod z rodziny celofyzów (Coelophysidae); jego nazwa oznacza "pradawna ładna szczęka z triasu".
Żył w okresie późnego triasu (ok. 221–210 mln lat temu) na terenach współczesnej Europy. Długość ciała ok. 1-1,2 m, wysokość ok. 40 cm, masa ok. 1 kg. Jego szczątki znaleziono w Niemczech (w Badenii-Wirtembergii).
| ← mln lat temuProkompsognat |          |            |          |          |           |         |          |         |          |           |      |    |
| Prekambr←4,6 mld            | Kambr541 | Ordowik485 | Sylur443 | Dewon419 | Karbon359 | Perm299 | Trias252 | Jura201 | Kreda145 | Paleog.66 | Ng23 | Q2 |

Prokompsognat był małym, drapieżnym, zwinnym teropodem. Polował głównie na owady, jaszczurki i młode dinozaury.